# Krąglak
Krąglak (niem. Kregler) – szczyt w Sudetach Środkowych o wysokości 692 m n.p.m., w północno-zachodniej części Gór Wałbrzyskich, nad doliną Bobru, w powiecie kamiennogórskim, najwyższy szczyt Masywu Krąglaka.
Ze szczytu rozlegają się widoki m.in. na Śnieżkę, Rudawy Janowickie, Góry Kaczawskie i panorama Marciszowa.

## Szlaki turystyczne
- zielony Marciszów – Krąglak – Trójgarb[1]